# Schizothorax nepalensis
Schizothorax nepalensis är en fiskart som beskrevs av Terashima, 1984. Schizothorax nepalensis ingår i släktet Schizothorax och familjen karpfiskar. IUCN kategoriserar arten globalt som akut hotad. Inga underarter finns listade i Catalogue of Life.